# Giải bóng đá ngoại hạng Iraq 1976-77
Giải bóng đá ngoại hạng Iraq 1976–77 là mùa giải thứ ba của giải đấu kể từ khi thành lập năm 1974. Vì khó khăn trong lịch thi đấu, mùa giải bị cắt bớt sau 18 vòng đấu. Hiệp hội bóng đá Iraq quyết định hủy kết quả nửa sau mùa giải, sử dụng bảng xếp hạng nửa đầu mùa giải (khi mỗi đội chỉ thi đấu với đội khác một lần) thành bảng xếp hạng cuối cùng, và Al-Zawraa trở thành nhà vô địch lần thứ hai liên tiếp.
Al-Zawraa thua một trận ở nửa sau mùa giải với tỉ số 3–2 trước Al-Baladiyat, nhưng vì kết quả nửa sau bị hủy bỏ, Al-Zawraa kết thúc mùa giải mà không thua một trận nào. Thành tích của họ là 11 trận, 9 thắng, 2 hòa, 0 thua, ghi 24 bàn, thủng lưới 8 bàn, hiệu số bàn thắng +16 và 20 điểm.

## Bảng xếp hạng
| Vị thứ | Đội bóng      | St | Đ  |
| 1      | Al-Zawraa (C) | 11 | 20 |
| 2      | Al-Jameaa     | 11 | 15 |
| 3      | Al-Shorta     | 11 | 14 |
| 4      | Al-Sinaa      | 11 | 13 |
| 5      | Al-Baladiyat  | 11 | 13 |
| 6      | Al-Minaa      | 11 | 12 |
| 7      | Al-Jaish      | 11 | 10 |
| 8      | Al-Tayaran    | 11 | 10 |
| 9      | Al-Ittihad    | 11 | 8  |
| 10     | Babil         | 11 | 7  |
| 11     | Al-Iktisad    | 11 | 6  |
| 12     | Al-Hilla      | 11 | 4  |

## Vua phá lưới
| Vị thứ | Cầu thủ                     | Bàn thắng | Đội bóng     |
| ------ | --------------------------- | --------- | ------------ |
| 1      | Abdul-Zahra "Zahrawi" Jaber | 6         | Al-Shorta    |
| 2      | Ali Kadhim                  | 5         | Al-Zawraa    |
| 3      | Ahmed Subhi                 | 4         | Al-Baladiyat |